# خارستان علیا (اقلید)
خارستان علیا (اقلید)، روستایی از توابع بخش سده شهرستان اقلید در استان فارس ایران است.

## جمعیت
این روستا در دهستان دژکرد قرار دارد و براساس سرشماری مرکز آمار ایران در سال ۱۳۸۵، جمعیت آن ۲۵۵ نفر (۶۴خانوار) بوده‌است.